# Alexios Alexandris
Alexios Alexandris (Kiato, 21 de Outubro de 1968) é um ex-futebolista profissional grego, disputou a Copa do Mundo de 1994, e foi artilheiro do Campeonato Grego em 1997.